# Riu Taimir
El Taimir (rus: Таймыра) és un riu del krai de Krasnoiarsk, a Rússia. Es troba al bell mig de la península de Taimir. Té uns 840 quilòmetres de llarg i una conca de drenatge de 124.000 km². El seu cabal mitjà és de 1.220 m³/s.
El sistema fluvial del Taimir és el més septentrional de la seva mida. És el riu amb la conca més gran la qual es troba totalment al nord del cercle polar àrtic, i també la més gran situada completament per sobre de la línia dels arbres polars.

## Història

Carta nàutica de Sibèria des del port de Dickson fins al golf de Taimir de 1916.

Va ser descobert i explorat durant la Gran Expedició del Nord de 1737-1742. Durant l'expedició del segle XIX impulsada per l'Acadèmia de les Ciències de Rússia, es va recórrer el riu de la seva font a la desembocadura i va ser explorat per Middendorf, que va compilar la descripció més completa de la història natural de la regió. La zona del riu va ser explorada en diferents moments per Khariton Làptev, Nikifor Fomin, S.I. Txeliuskin i N.N. Urvantsev. Làptev va ser el primer en descriure el Taimir al segle XVIII.
Tanmateix, el riu havia estat cartografiat de manera imprecisa, per la qual cosa els membres de l'expedició polar russa (Toll i Koltxak) que van intentar arribar a la desembocadura del Taimir el 1901 el van descobrir en un altre lloc, 100 quilòmetres més al nord. El mapa va ser corregit segons els resultats de l'expedició de Toll.

## Curs
El Taimir té dos trams diferenciats que es coneixen amb els noms de Taimir Superior i Taimir Inferior:
El Taimir Superior (Verkhniaia Taimir) neix a les muntanyes Birranga i desemboca al llac Taimir per l'oest; és el riu més gran que desemboca a la conca del llac. La seva longitud és de 567 km comptant el tram de 68 km del riu principal que el fa néixer. El seu principal afluent és el Logata, que ve per la dreta. La longitud del seu curs al llac Taimir és de 86 km.
La Taimir Inferior (Nizhniaia Taimir) flueix del llac Taimir cap al nord a través de la regió muntanyosa de Birranga fins al golf de Taimir. La seva longitud és de 187 km. La desembocadura del riu forma un estuari on les seves aigües s'uneixen al mar de Kara. El Taimir Inferior es congela a finals de setembre o principis d'octubre i roman sota el gel fins al juny següent. El seu principal afluent és el Xrenk, que li entra per l'esquerra.